# District de Gödöllő
Le district de Gödöllő (en hongrois : Gödöllői járás) est un des 18 districts du comitat de Pest en Hongrie. Créé en 2013, il compte 140 205 habitants et rassemble 15 localités : 9 communes et 6 villes dont Gödöllő, son chef-lieu.
Cette entité existait déjà auparavant jusqu'à la réforme territoriale de 1983.

## Localités
- Csömör
- Dány
- Erdőkertes
- Gödöllő
- Isaszeg
- Kerepes
- Kistarcsa
- Mogyoród
- Nagytarcsa
- Pécel
- Szada
- Valkó
- Veresegyház
- Vácszentlászló
- Zsámbok